# میله یعقوب
میله یعقوب (نام علمی: Asphodeline) نام یک سرده از تیره علف‌درختان است.